# Denis Sassou Nguesso
Denis Sassou Nguesso GColIH (Edou, Cuvette, 23 de novembro de 1943) é um político brazavile-congolês e o atual presidente da República do Congo, desde 1997, anteriormente ocupou o cargo de 1979 até 1992, quando perdeu a primeira eleição contra múltiplos partidos.

## Início da vida e carreira militar
Sassou Nguesso nasceu em Edou, no norte do Congo, em 1943. Seus pais são Julien Nguesso e Émilienne Mouebara. Nguesso era a criança mais nova da família. Seu pai Julien era um notável chefe caçador em Edou.
Ele recebeu educação primária em Fort Rousset, agora Owando. Estudou no Dolisie Normal College entre 1956 e 1960. Ele se alistou no exército em 1960 pouco antes de o país ser concedido a independência. Ele foi marcado por destaque e recebeu treinamento militar na Argélia. 
Em 1962, ele retornou ao Congo e foi transferido para oficiais ativos com o posto de segundo tenente. Ele também recebeu treinamento militar em Saint Maixent, França, graduando-se com o posto de tenente, antes de retornar para se juntar ao regimento de paraquedistas de elite do Congo. Ele foi um dos primeiros oficiais do Grupo Aéreo, o primeiro batalhão de para-quedas do Exército brazavile-congolês, que foi criado em 1965. Ele comandou o Grupo Aéreo, o exército e a Zona Militar de Brazavile (ZAB), então chefiado o departamento de Inteligência dos Serviços de Segurança do Estado. Tornou-se capitão, então comandante, e foi promovido a coronel (1978) e mais tarde como general do exército (1989).

## Carreira política

### 1963-1979: Cargos iniciais
Ele tinha inclinações socialistas e apoiou a oposição a Fulbert Youlou em Les Trois Glorieuses de agosto de 1963. Ele mais tarde fez parte do golpe militar de 1968 que levou Marien Ngouabi ao poder, e ele foi um membro fundador do Partido Congolês do Trabalho em dezembro de 1969.
Em 1970, Sassou Nguesso foi feito Diretor de Segurança e ministro no novo conselho presidencial. Durante a sessão extraordinária do Comitê Central do PCT, que foi realizada de 5 a 12 de dezembro de 1975, o gabinete político do partido foi dissolvido e um pessoal especial revolucionário de cinco membros foi estabelecido com Nguesso como um de seus membros. Quando Ngouabi foi assassinado em março de 1977, Nguesso desempenhou um papel fundamental na manutenção do controle, liderando brevemente o Comitê Militar do Partido que controlava o Estado até a sucessão do coronel Joachim Yhombi-Opango. Sassou Nguesso foi recompensado com uma promoção para coronel e o cargo de vice-presidente da CMP. Permaneceu lá até 5 de fevereiro de 1979, quando Yhombi-Opango foi forçado a sair do poder em um golpe técnico, acusado de corrupção e desvio político. Em 8 de fevereiro, o CMP escolheu Nguesso como o novo Presidente, e no Terceiro Congresso Extraordinário do PCT sua posição foi aprovada por unanimidade em 27 de março de 1979.

### 1979-1991: Primeiros três mandatos presidenciais
Como presidente recém-eleito, Sassou Nguesso negociou empréstimos do Fundo Monetário Internacional e permitiu que investidores estrangeiros da França e das Américas operassem nas operações vitais de extração de petróleo e minerais. Ele também viajou para Moscou em 1981 para assinar um pacto de amizade de 20 anos com a União Soviética.
Sassou Nguesso foi reeleito para um mandato de cinco anos como Presidente do Comitê Central do PCT e Presidente da República no Terceiro Congresso Ordinário do partido, de 27 a 31 de julho de 1984; Ele foi empossado para seu novo mandato em 10 de novembro de 1984, e nesta ocasião ele anunciou o lançamento de Yhombi-Opango. Foi Presidente da Organização da Unidade Africana de 1986 a 1987. No final de 1987, ele enfrentou uma séria revolta militar no norte do país com ajuda francesa.
No Quarto Congresso Ordinário do PCT, em 26 e 31 de julho de 1989, Sassou Nguesso foi reeleito presidente do Comitê Central do PCT e presidente da República. Com o colapso dos Estados socialistas da Europa Oriental, com influência dos franceses, Sassou Nguesso começou a preparar o processo de trazer o país ao capitalismo. Em dezembro de 1989, ele anunciou o fim do controle governamental da economia e declarou uma anistia parcial para os presos políticos. No ano seguinte, ele tentou melhorar a situação econômica fracassada e reduzir os níveis ultrajantes de corrupção. A partir de setembro de 1990, outros partidos políticos além do PCT foram permitidos e Sassou Nguess também fez uma visita simbólica de Estado aos Estados Unidos, estabelecendo as bases para uma nova série de empréstimos condicionais do FMI no final daquele ano.
Em fevereiro de 1991, uma conferência nacional começou; a oposição ganhou o controle da conferência, e a declaração da conferência de sua própria soberania não foi contestada por Sassou Nguesso. A conferência, que terminou em junho de 1991, escolheu André Milongo como primeiro-ministro durante o período de transição que levou a eleições programadas em 1992. Milongo recebeu poderes executivos, deixando Sassou Nguesso como efetivamente um presidente figurante. O poder de Sassou Nguesso foi tão limitado pela Conferência que ele foi impedido de viajar para fora do Congo sem a aprovação do governo de transição. Ele também foi submetido a sérias críticas e alegações durante a Conferência, incluindo uma alegação de alguns delegados de que ele estava envolvido no assassinato de Ngouabi em 1977. Sua eventual resposta às críticas em 26 de abril foi "arrependida em vez de desafiadora" em tom.

### 1992-1997: Primeira Guerra Civil e Campanhas Eleitorais
Na eleição parlamentar de junho a julho de 1992,o PCT conquistou apenas 19 dos 125 assentos na Assembleia Nacional; a União Pan-Africana para a Social Democracia (UPADS) foi o maior partido, com o Movimento Congolês pela Democracia e Desenvolvimento Integral (MCDDI) outra força forte. Nas eleições presidenciais de agosto de 1992,Sassou Nguesso foi eliminado no primeiro turno, no qual ficou em terceiro lugar com 17% dos votos. Embora tenha tido um forte desempenho no norte, ele se saiu mal no resto do país. A segunda rodada foi realizada entre Pascal Lissouba (UPADS) e Bernard Kolelas (MCDDI); Sassou Nguesso apoiou Lissouba, que venceu no segundo turno com 61% dos votos, embora ele e o PCT rapidamente entraram em oposição depois que o PCT recebeu menos posições no governo sob Lissouba do que havia previsto.
Lissouba começou seu governo com acusações de irregularidades na votação e teve que agir com crescente repressão para manter seu poder. De novembro de 1993 a 1994, confrontos entre partidários de Kolelas e Lissouba resultaram na primeira Guerra Civil, deixando quase 1500 pessoas mortas. Em 1994, Sassou Nguesso deixou o país para Paris. Ele retornou ao Congo em 26 de janeiro de 1997 e pretendia disputar a eleição presidencial marcada para julho.

### 1997-2008: Segunda Guerra Civil e Retorno à Presidência
Em maio de 1997, uma visita de Sassou Nguesso a Owando, reduto político de Yhombi-Opango, levou ao surto de violência entre seus partidários e os de Yhombi-Opango. Em 5 de junho de 1997, forças do governo cercaram a casa de Sassou Nguesso , tentando prender dois homens, Pierre Aboya e Engobo Bonaventure, que haviam sido implicados na violência anterior. Os combates eclodiram entre as forças do governo e os combatentes de Sassou Nguesso, chamados Cobras, e levaram à eclosão da segunda guerra civil. Em outubro, Sassou Nguesso, que foi ajudado no final da guerra pelas tropas angolanas, estava no controle do país, e foi empossado presidente em 25 de outubro.
Com as forças governamentais controlando a maior parte do território, acordos de paz foram assinados em dezembro de 1999, embora nem todos os grupos rebeldes tenham assinado os acordos. Um referendo constitucional em 20 de Janeiro de 2002 abriu caminho para as eleições presidenciais.
Em 10 de março de 2002, Sassou Nguesso venceu com quase 90% dos votos; seus dois principais rivais Lissouba e Kolelas foram impedidos de competir. O único rival de credibilidade remanescente, André Milongo, retirou sua candidatura três dias antes do dia da eleição, alegando que a eleição seria fraudada. Uma nova constituição foi acordada em janeiro de 2002, que concedeu ao presidente novos poderes e ampliou os mandatos presidenciais de cinco para sete anos. Embora as eleições de 2002 tenham sido saudadas como livres de violência, eles conferiram pouca legitimidade ao regime de Sassou Nguesso devido à falta de participação significativa dos partidos de oposição. Sassou Nguesso foi empossado em 14 de agosto de 2002.
Tendo já servido como presidente da Organização da Unidade Africana entre 1986 e 1987, foi eleito Presidente da União Africana, órgão sucessor da OUA, em janeiro de 2006. Sua eleição foi resultado de um compromisso alcançado para impedir que a presidência fosse para Omar al-Bashir, presidente do Sudão.

### 2009-2016: Reeleição e referendo constitucional
Sassou Nguesso foi reeleito presidente do Comitê Central do PCT no Quinto Congresso Extraordinário do partido em dezembro de 2006. Em janeiro de 2007, a reputação internacional de Sassou Nguesso sofreu um golpe depois que um painel de juízes na França reabriu uma investigação oficial sobre o suposto papel do governo de Sassou Nguesso no desaparecimento de 353 refugiados quinxassa-congoleses em 1999.
Reeleito nas eleições presidenciais de julho de 2009 com 78,61% dos votos em meio a um boicote da oposição, Sassou Nguesso foi empossado para outro mandato de sete anos em uma cerimônia em Brazavile em 14 de agosto de 2009. Ele disse que sua reeleição significava continuar "paz, estabilidade e segurança", e pediu o fim do "pensamento como ... aproveitadores ", em referência à ajuda internacional recebida pelo país. 
Sassou Nguesso também fez um anúncio importante em sua posse, dizendo que ele iria colocar em movimento um projeto de lei de anistia para perdoar Pascal Lissouba, que havia ido para o exílio após sua expulsão em 1997 e foi condenado por crimes à revelia. Sassou Nguesso disse que queria que o projeto de lei de anistia fosse apresentado ao Parlamento até o final de 2009. Enquanto o Congo-Brazavile se preparava para celebrar o 50º aniversário de sua independência da França em 2010, Sassou Nguesso observou que o país tinha muito a percorrer para realizar plenamente o sonho da independência: "Nosso país não será totalmente independente até que nosso povo esteja livre do jugo da pobreza". Ele presidiu um grande desfile em Brazavile, com milhares de soldados e civis, para celebrar o aniversário em 15 de agosto de 2010.
Em 27 de março de 2015, Sassou Nguesso anunciou que seu governo realizaria um referendo para mudar a Constituição de 2002, o que lhe permitiria concorrer a um terceiro mandato consecutivo. A proposta de mudança da Constituição foi aprovada esmagadoramente pelos eleitores, com 92,96% a favor. A participação foi de 72,44%. A oposição argumentou que, devido à baixa participação, os resultados deveriam ser anulados.

### 2021: Reeleição
Em 23 de março, a comissão eleitoral anunciou que Nguesso foi reeleito com 88,57% por cento dos votos, derrotando seis candidatos, incluindo seu principal rival, Guy-Brice Parfait Kolélas, que morreu no dia da eleição, vitimado pela Covid-19.